# Hikaru Shida
Hikaru Shida (jap. 志田 光, Shida Hikaru; * 11. Juni 1988 in Samukawa, Kanagawa, Japan) ist eine japanische Wrestlerin, Schauspielerin, Kendoka und Model, die derzeit bei All Elite Wrestling unter Vertrag steht.

## Wrestlingkarriere

### Anfänge
In ihrer Kindheit trainierte Shida Judo und Kendo. Später arbeitete sie als Schauspielerin. Im Jahr 2009 spielte sie im Film Three Count gemeinsam mit der Wrestlingveteranin Emi Sakura mit. Für ihre Rolle trainierte Shida mit Sakura professionelles Wrestling. Nach dem Ende der Dreharbeiten entschloss sich Shida für eine Karriere als professionelle Wrestlerin und schloss sich Sakuras Wrestlingliga Ice Ribbon an. Ihr erstes Wrestlingmatch bestritt sie am 20. Juli 2008, welches sie gegen Kazumi Shimouma verlor. Bei Ice Ribbon trat sie bis 2014 auf. Neben Ice Ribbon hatte sie auch Auftritte für andere Wrestlingligen wie Japanese Women Pro-Wrestling Priject, Pro Wrestling WAVE, Shimmer Women Wrestling und andere.

### All Elite Wrestling
Am 9. April 2019 unterzeichnete sie einen Vertrag bei All Elite Wrestling. Am 25. Mai 2019 debütierte sie bei Double or Nothing für AEW, als sie an der Seite von Riho und Ryo Mizunami in einem 6 Woman Tag Team Match gegen Aja Kong, Yuka Sakazaki und Emi Sakura gewann. Am 30. Oktober 2019 bestritt sie auch ihr erstes Match bei AEW Dynamite, der TV-Show von All Elite Wrestling, in welchem sie gegen Shanna gewann. Am 23. Mai 2020 bei Double or Nothing II gewann sie in einem No Disqualification Match von Nyla Rose die AEW Women’s World Championship. Sie hielt den Titel ein Jahr und eine Woche und verlor ihn am 30. Mai 2021 bei Double or Nothing an Britt Baker. Kurz darauf verletzte sie sich und kehrte zudem für einige Auftritte nach Japan zurück. Bei der 200. Ausgabe von Dynamite am 2. August 2023 gewann sie erneut die Women’s World Championship, diesmal von Toni Storm.

## Filmografie
- Filme
  - 2008: Nekonade (ネコナデ)
  - 2009: Three Count (スリーカウント, Surī Kaunto)
  - 2009: Robo Geisha (ロボゲイシャ)
  - 2009: Heisei Tonpachi Yarō: Otoko wa Tsurada Yo (平成トンパチ野郎～男はツラだよ～)
  - 2010: Mutant Girls Squad (戦闘少女 血の鉄仮面伝説, Sentō Shōjo Chi no Tetsu Kamen Densetsu)
  - 2011: Crazy-Ism (クレイジズム, Kureijizumu)
  - 2014: Taiyo Kara Plancha (太陽からプランチャ, Taiyo Kara Purancha)

- Serien
  - 2008–2009: Muscle Venus (マッスルビーナス, Massuru Bīnasu)
  - 2009: Wrestle Arena (レッスルアリーナ, Ressuru Arīna)
  - 2009: Gogo Tama (ごごたま)
  - 2009: S-Arena
  - 2010: Maru Summers (マルさま～ず, Maru Samaazu)
  - 2011: Muscle Girl! (マッスルガール!, Massuru Gāru!)
  - 2011: Tensai TV-kun (天才てれびくん, Tensai Terebikun)
  - 2012: Time Scoop Hunter (タイムスクープハンター, Taimu Sukūpu Hantā)

## Titel und Auszeichnungen
- All Elite Wrestling
  - 2× AEW Women’s World Championship

- Ice Ribbon
  - 1× ICE×60 Championship
  - 4× International Ribbon Tag Team Championship (3× mit Tsukasa Fujimoto und 1× mit Maki Narumiya)

- Oz Academy
  - 1× Oz Academy Openweight Championship (1 time)
  - 2× Oz Academy Tag Team Championship (1× mit Aja Kong und 1× mit Syuri)

- Pro Wrestling Wave
  - 1× Wave Single Championship (1 time)[184][233]
  - 1× Wave Tag Team Championship (mit Yumi Ohka)

- Reina X World / Reina Joshi Puroresu
  - 3× Reina World Tag Team Championship (2× mit Tsukasa Fujimoto und 1× mit Syuri)

- Revolution Championship Wrestling
  - 1× RCW Women’s Championship

- Sendai Girls’ Pro Wrestling
  - 1× Sendai Girls Tag Team Championship (mit Syuri)